# 萨曼达尔·朝格特巴亚尔

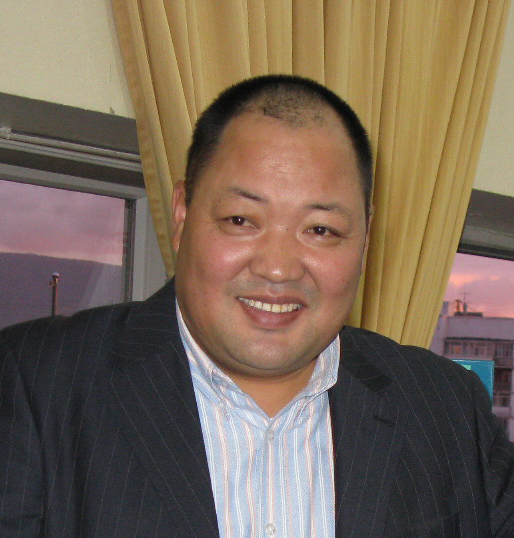
2008年8月29日，萨曼达尔·朝格特巴亚尔在图书发布仪式上。

萨曼达尔·朝格特巴亚尔（英語：Samandariin Tsogtbayar，1964年12月13日—）蒙古族，蒙古乌兰巴托人，蒙古国漫画家、设计师。

## 生平
朝格特巴亚尔毕业于乌兰巴托美术学院（Ulaanbaatar's Art College）。1984年至1992年，在漫画杂志《Tonshuul》担任漫画家。1992年至1995年，在《Hiimori》出版社工作。1995年起，成为自由职业的漫画家。
朝格特巴亚尔从1982年起开始画漫画。此后曾在蒙古以及美国、俄罗斯、中国、日本、德国、伊朗、南斯拉夫、波兰的书刊中出版过漫画。1992年，在乌兰巴托举办过漫画个展。1993年出版了自己的漫画集。